# Ледник Тасмана
Ледни́к Та́смана (англ. Tasman Glacier) — сложный долинный ледник, крупнейший в Новой Зеландии.
Ледник лежит на восточном склоне Южных Альп, на территории национального парка Маунт-Кук.
Длина ледника составляет 29 км, площадь — 156,5 км². По правому борту долины ледника возвышается гора Кука (3754 м). Фирновая линия проходит на высоте 1800 м. Толщина льда на основном стволе ледника составляет 270—630 м. Язык опускается до высоты 600 м; нижние 8—9 км языка покрыты сплошным чехлом морены. Количество осадков на высоте от 2200 м достигает 7000 мм в год. Таяние ледника вызвало появление в 1980-х годах одноимённого озера.
Ледник получил название в честь Абеля Тасмана.